# Braemar Castle (Schiff, 1952)
Die Braemar Castle (III) war ein 1952 in Dienst gestelltes Passagierschiff der britischen Union-Castle Line für den Liniendienst nach Afrika. Nach einem kurzen Einsatz als Kreuzfahrtschiff wurde es 1966 nach nur vierzehn Dienstjahren ausgemustert und in Schottland abgewrackt.

## Geschichte
Die Braemar Castle entstand unter der Baunummer 1459 als eines von drei baugleichen Schwesterschiffen für den Südafrikadienst in der Werft von Harland & Wolff in Belfast und lief am 24. April 1952 vom Stapel. Nach der Übergabe an die Union-Castle Line am 8. November 1952 wurde das Schiff am 22. November in Dienst gestellt und befuhr fortan von London aus die Westküste (ab Anfang der 1960er Jahre die Ostküste) Afrikas mit Zwischenstopps in mehreren Ländern.
Nach dreizehn Jahren im Liniendienst wechselte die Braemar Castle 1965 in den Kreuzfahrtdienst. Nach nur wenigen Monaten wurde das Schiff jedoch endgültig ausgemustert und anschließend zum Abbruch nach Schottland verkauft. Am 16. Januar 1966 traf die Braemar Castle nach einer Lebenszeit von nur vierzehn Jahren bei der Shipbreaking Industries Ltd. in Faslane-on-Clyde ein, wo sie zerlegt wurde.
Das Schwesterschiff Rhodesia Castle blieb noch ein Jahr länger im Dienst, ehe es ebenfalls abgewrackt wurde. Lediglich die Kenya Castle fand einen neuen Betreiber und erreichte eine aktive Dienstzeit von mehr als vierzig Jahren.